# Saint-Pierre-du-Regard

Saint-Pierre-du-Regard este o comună în departamentul Orne, Franța. În 1 ianuarie 2022 avea o populație de 1.335 de locuitori.